# Roker Park
Roker Park var et fodboldstadion i Sunderland, England, som var hjemmebanen for Sunderland fra 1898 til 1997, før klubben flyttede til Stadium of Light. Den endelige kapacitet var omkring 22.500. Stadionet blev nedrevet i 1998.